# Théâtre Georges Brassens
Le théâtre Georges-Brassens est une salle de théâtre située avenue Detouche à Villemomble, en Seine-Saint-Denis.
L'édifice est une ancienne salle des fêtes construite par l'architecte Abel Simonet et inaugurée en 1903. La façade disposait de verrières de style Art nouveau, elle a conservé son fronton en demi-cercle, ses corniches et frises. 